# Tây Nam Anh
Tây Nam Anh (tiếng Anh: South West England) là một trong chín vùng chính thức của Anh. Đây là vùng có diện tích lớn nhất, với 23.800 km² và gồm các hạt nghi lễ Gloucestershire, Bristol, Wiltshire, Somerset, Dorset, Devon và Cornwall. Năm triệu người sống tại vùng South West England.
Vùng bao gồm West Country và phần lớn vương quốc trung đại Wessex. Thành phố lớn nhất là Bristol, các trung tâm đô thị lớn khác gồm có Plymouth, Swindon, Gloucester, Cheltenham, Exeter, Bath, Torbay và khu thành thị South East Dorset (gồm Bournemouth, Poole và Christchurch). Vùng có hai công viên quốc gia là Dartmoor và Exmoor (một phần nhỏ của New Forest cũng thuộc khu vực); và bốn di sản thế giới như Stonehenge và Bờ biển kỷ Jura. Phần phía bắc của Gloucestershire, gần Chipping Campden, có khoảng cách đến biên giới Scotland ngang bằng khoảng cách đến mũi đất của Cornwall. Đây là vùng có đường bờ biển dài vượt trội tại Anh và có nhiều thị trấn ngư nghiệp ven biển.
Vùng nổi tiếng vì có văn hoá dân gian phong phú, gồm có truyền thuyết về Vua Arthur và Glastonbury Tor. Cornwall có ngôn ngữ riêng là tiếng Cornwall, và một số người cho rằng đây là một dân tộc Celt. South West of England nổi tiếng với pho mát Cheddar có nguồn gốc từ làng Cheddar thuộc Somerset, các loại trà kem Devon hay các loại pasty Cornwall.
| Bản đồ               | Hạt nghi lễ                        | Hạt hành chính / nhất thể                                                                                         | Huyện                              |
| -------------------- | ---------------------------------- | --- | ---------------------------------- |
|                      | Somerset                           | 1. Bath and North East Somerset UA                                                                                | 1. Bath and North East Somerset UA |
| 2. North Somerset UA | Somerset                           | |                                    |
| 11. Somerset CC      | Somerset                           | a) South Somerset, b) Taunton Deane, c) West Somerset, d) Sedgemoor, e) Mendip                                    |                                    |
| 3. Bristol UA        |                                    | |                                    |
| Gloucestershire      | 4. South Gloucestershire UA        | 4. South Gloucestershire UA                                                                                       |                                    |
| Gloucestershire      | 5. Gloucestershire CC              | a) Gloucester, b) Tewkesbury, c) Cheltenham, d) Cotswold, e) Stroud, f) Forest of Dean                            |                                    |
| Wiltshire            | 6. Swindon UA                      | 6. Swindon UA |                                    |
| Wiltshire            | 7. Wiltshire UA                    | |                                    |
| Dorset               | 8. Dorset CC                       | a) Weymouth and Portland, b) West Dorset, c) North Dorset, d) Purbeck, e) East Dorset, f) Christchurch            |                                    |
| Dorset               | 9. Poole UA                        | |                                    |
| Dorset               | 10. Bournemouth UA                 | |                                    |
| Devon                | 12. Devon CC                       | a) Exeter, b) East Devon, c) Mid Devon, d) North Devon, e) Torridge, f) West Devon, g) South Hams, h) Teignbridge |                                    |
| Devon                | 13. Torbay UA                      | |                                    |
| Devon                | 14. Plymouth UA                    | |                                    |
| Cornwall             | 15. Quần đảo Scilly sui generis UA | 15. Quần đảo Scilly sui generis UA                                                                                |                                    |
| Cornwall             | 16. Cornwall UA                    | |                                    |